# Primož Ulaga
Primož Ulaga (n. 20 iulie 1962, Ljubljana, Republica Socialistă Slovenia, RSF Iugoslavia) este un săritor cu schiurile ce a reprezentat Slovenia, medaliat olimpic. A participat la 2 ediții ale Jocurilor Olimpice (1984, 1988) în care a câștigat o medalie de argint.